# Minnesota Wilderness
Minnesota Wilderness är ett amerikanskt juniorishockeylag som spelar i North American Hockey League (NAHL) sedan 2013, de grundades dock redan 2000 och spelade i juniorligorna Minnesota Junior Hockey League (MnJHL) och Superior International Junior Hockey League (SIJHL) under namnen Northwest Wisconsin Knights, Wisconsin Mustangs, Wisconsin Wilderness och det nuvarande. De anslöt sig till NAHL 2013 efter att de hade förvärvat det inaktiva laget St. Louis Bandits, Bandits härrör från 2003 när de anslöt sig till NAHL som Texarkana Bandits och spelade med det namnet fram till 2006 när de blev just St. Louis Bandits. De spelar sina hemmamatcher i inomhusarenan Northwoods Credit Union Arena, som har en publikkapacitet på 2 200 åskådare vid ishockeyarrangemang, i Cloquet i Minnesota. Wilderness har vunnit en Robertson Cup, som delas ut till det lag som vinner NAHL:s slutspel, för säsongen 2014–2015.

## 2020–nuvarande
I juli 2022 avskedades Wilderness assisterande tränare Brendan Phelps efter anklagelser om att han hade erbjudit en 16-årig pojke sex online. Han blev också tillfälligt avstängd av United States Center for SafeSport.
Under säsongen 2022–2023 vann Minnesota Wilderness Midwest Division för andra gången i klubbens historia, och Kevin Marx Norén satte ett nytt rekord för flest mål under en säsong för Minnesota Wilderness. Den följande säsongen förlorade Minnesota Wilderness i första omgången av slutspelet i Midwest Divisionens semifinaler.
De har fostrat spelare som Cole Koepke.